# Бурасса, Анри
Жозеф-Наполеон-Анри Бурасса, фр. Joseph-Napoléon-Henri Bourassa (1 сентября 1868, Монреаль, Квебек — 31 августа 1952, Монреаль, Квебек) — франкоканадский политический лидер и публицист, идеолог квебекского национализма.

## Биография
Бурасса — внук известного политика-реформатора Луи-Жозефа Папино. Обучался в Политехнической школе Монреаля и Колледже Святого креста в городе Вустер (Массачусетс). В 1890 г. был избран мэром г. Монтебелло в возрасте 22 лет.
В 1896 г. Бурасса был избран в Палату общин Канады как независимый либерал от округа Лабель. Он конфликтовал с премьер-министром Уилфридом Лорье, также этническим франкоканадцем, утверждая, что тот «продался» (un vendu) британским империалистам и их сторонникам в Канаде. Так, во время Англо-бурской войны, 13 октября 1899 г., Лорье без консультации с парламентом принял решение направить канадских добровольцев в Южную Африку для поддержки британских контингентов. Бурасса 18 октября подал в отставку, в знак несогласия с политикой Лорье.

Отправка войск создаёт прецедент, который нарушает традиционные политические отношения между Канадой и Империей. И хуже того, отступив от Конституции, правительство отодвинуло нацию в ранг простой английской колонии!
 — подчеркнул Бурасса.
Но вскоре он был переизбран. Для «борьбы с империализмом» Бурасса создал в 1903 г. Националистическую лигу (Ligue Nationaliste), проповедуя канадский национализм в основном среди франкофонов. Лига выступала против политической зависимости как от Великобритании, так и от США, отстаивая автономную позицию Канады внутри Британской империи.
С 1907 г. Бурасса, лишившись места в парламенте, продолжал играть активную роль в политике Квебека. Он продолжал критиковать премьер-министра Лорье, противостоял его попыткам создать Королевский канадский военно-морской флот в 1911 г., что, по мнению Бурасса, неизбежно бы вовлекло Канаду в империалистическую войну между Великобританией и Германией. В принципе Бурасса поддерживал создание канадского флота, однако возражал против того, чтобы флот находился под британским командованием, как планировал Лорье. Критика со стороны Бурасса расшатала позиции Лорье в Квебеке, что стало одной из причин поражения либералов на выборах 1911 года. По иронии судьбы, проигрыш либералов оказался на руку консерваторам, занимавшим ещё более жёсткую пробританскую политику.
В 1910 г., будучи депутатом Провинциальной ассамблеи Квебека, основал газету Le Devoir для продвижения идей Националистической лиги и был её редактором до 1932 г.

В 1913 г. Бурасса обозвал правительство Онтарио «более прусским, чем Пруссия» во время Кризиса онтарийских школ (см. en:Regulation 17), когда онтарийские власти едва не запретили полностью употребление французского языка в школах провинции, объявив английский единственным языком образования. По этому поводу в 1915 г. Бурасса заявил, что истинные враги канадцев гнездятся внутри Канады:

«Враги французского языка, французской цивилизации в Канаде — это не боши на берегах Шпрее; это англо-канадские англификаторы, оранжевые интриганы, или ирландские священники. Франкоканадцы и без того ослаблены и деградировали вследствие завоевания и трёх столетий колониального рабства. Не допустим же ошибки: если мы позволим сокрушить онтарийское меньшинство, скоро придёт черёд и других франкоязычных групп в английской Канаде». [in Wade v 2 p 671] 
Бурасса возглавил оппозицию франкофонов участию Канады в 1-й мировой войне, в особенности планам премьер-министра Роберта Бордена ввести призыв в 1917 г. (см. Кризис призыва 1917 года). Бурасса был согласен, что война была необходимой для выживания Великобритании и Франции, однако полагал, что в Европу следует отправлять лишь канадских добровольцев. Его несогласие с призывом сделало его мишенью англофонов, которые забрасывали его овощами и яйцами во время выступлений.
Через 3 месяца после того, как Бурасса объявил, что больше не собирается иметь дел с политикой, он был вновь избран в Палату представителей на выборах 1925 года как независимый депутат и сохранял депутатское место до поражения на выборах 1935 года. В 1930-е годы Бурасса требовал не впускать в Канаду еврейских иммигрантов, как и многие другие канадские политики того времени.

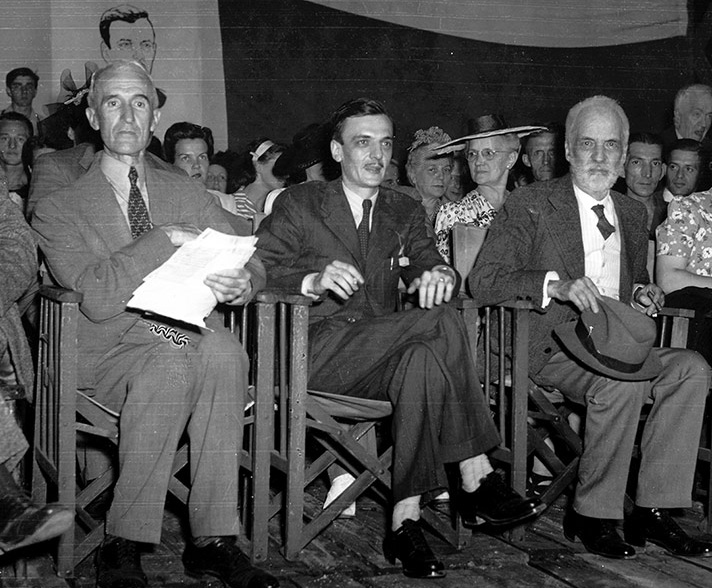
Максим Реймон, Андре Лорандо и Анри Бурасса (справа) в 1944 г.

Бурасса также противостоял введению призыва в Канаде в 1944 г. (см. Кризис призыва 1944 года), хотя и менее активно, и был членом Народного блока.

## Политическая философия
Как считал политолог Майкл Макмиллан, политические взгляды Бурасса представляли собой смесь вигского либерализма, католической социальной политики и традиционного квебекского национализма. Он был явным либералом, выступая против империализма и в поддержку гражданских свобод франкоканадцев, однако к экономическим вопросам подходил с католических позиций. Хотя Бурасса поддерживал идею ультрамонтанизма о том, что Церковь отвечала за веру, мораль, дисциплину и управление, он противостоял вовлечению Церкви в политику и отвергал корпоративизм, который поддерживала католическая церковь в Квебеке. Бурасса отвергал государственное вмешательство и настаивал на необходимости реформ общественной морали.
После смерти Бурасса в монреальском пригороде Утремон (ныне часть Монреаля) в 1952 г. за день до своего 84-го дня рождения, он был погребён на кладбище Нотр-Дам-де-Неж в Монреале.

## Интересные факты
- В честь Бурасса названы бульвар и станция метро в Монреале.

- Анри Бурасса не является родственником Робера Бурасса, одного из премьер-министров Квебека.